# Fernando Fernández (futbolista)
Fernando Fabián Fernández Acosta (Capiatá, Paraguay; 8 de enero de 1992), conocido por su apodo FerFer, es un futbolista paraguayo. Juega como delantero y su equipo actual es Club guaraní de la Primera División de Paraguay.

## Trayectoria
Fernando inició su camino desde muy pequeño para transformarse en futbolista en la escuela de fútbol llamada Macaco Cooperativa Capiatá, para más tarde pasar al club Martín Ledesma de su ciudad por cada una de las categorías menores antes de hacer su debut en Primera División en el 2013.
Al año siguiente, Fernández anotó 32 tantos oficiales a lo largo de la temporada (31 a nivel local), batiendo el récord impuesto por José Vinsac, quien en 1940 había convertido 30 goles. De este modo, Fernández es solo superado por Flaminio Sosa, que en 1940 instauró la marca de 34 conquistas en un solo año.
Primeramente, durante el torneo Apertura marcó 14 goles, mientras que en el Clausura se situó al tope de la tabla de artilleros, con 17. En el ámbito internacional, prosiguió su cosecha convirtiendo uno ante Universidad de Chile por la primera fase de la Copa Libertadores.
Fruto de dichos logros, en diciembre de 2014, Fernández fue distinguido con importantes galardones, como el otorgado al mejor futbolista paraguayo de la temporada por parte de los periodistas del diario ABC Color. Asimismo, fue reconocido como el más destacado en su disciplina deportiva durante La Gran Noche del Deporte, un evento avalado por la Secretaría Nacional de Deportes (SND), el Comité Olímpico Paraguayo (COP) y el Círculo de Periodistas Deportivos del Paraguay (CPDP).
El 13 de mayo de 2015, Fernández fue autor de un gol histórico para Guaraní ya que significó el triunfo por 1 a 0 de su equipo, en calidad de visitante, sobre el Corinthians, resultado por el cual se clasificó a la instancia de cuartos de final de la Copa Libertadores 2015. Acumuló cuatro tantos en aquella edición llegando hasta las semifinales donde cayó ante River Plate, a la postre campeón. En total, Fernández ha conseguido 42 goles con la casaca aurinegra (37 en el torneo local y 5 por Copa Libertadores).
En diciembre de 2015, Fernández fue contratado por los Tigres UANL de la Liga MX. El 24 de enero de 2016, por la tercera jornada del torneo Clausura, durante el empate a dos obtenido ante las Chivas de Guadalajara en el Estadio Omnilife, Fernández anotó su primer gol con los Tigres, aplicando un golpe de taco. El delantero paraguayo además realizó la asistencia para el tanto convertido más tarde por su compañero Rafael Sóbis.
A finales de enero de 2017 se une a préstamo por 6 meses al Club Olimpia de paraguay, donde no tuvo un buen semestre y fue cedido al América de Cali de la Categoría Primera A en Colombia a préstamo por un año.
Llegó al América de Cali con mucha expectativa marcando 3 goles en sus primeros partidos, pero después no mantuvo un buen nivel y fue muy criticado tanto por periodistas como por la hinchada del equipo.

## Estadísticas
- Actualizado al último partido disputado: 13 de noviembre de 2022.

| Guaraní Paraguay | 1.ª           | 2013          | 6   | 5   | - | - | -  | -  | 6   | 5   | 0.83 |
| Guaraní Paraguay | 1.ª           | 2014          | 43  | 31  | - | - | 2  | 1  | 45  | 32  | 0.71 |
| Guaraní Paraguay | 1.ª           | 2015          | 39  | 26  | - | - | 9  | 4  | 48  | 30  | 0.63 |
| Guaraní Paraguay | Total club    | Total club    | 88  | 62  | 0 | 0 | 11 | 5  | 99  | 67  | 0.68 |
| Tigres UANL · México | 1.ª           | 2015-16       | 10  | 1   | - | - | 2  | 0  | 12  | 1   | 0.08 |
| Tigres UANL · México | 1.ª           | 2016-17       | 2   | 0   | - | - | 3  | 2  | 5   | 2   | 0.4  |
| Tigres UANL · México | Total club    | Total club    | 12  | 1   | 0 | 0 | 5  | 2  | 17  | 3   | 0.18 |
| Olimpia Paraguay | 1.ª           | 2017          | 10  | 1   | - | - | -  | -  | 10  | 1   | 0.1  |
| Olimpia Paraguay | Total club    | Total club    | 10  | 1   | 0 | 0 | 0  | 0  | 10  | 1   | 0.1  |
| América de Cali · Colombia | 1.ª           | 2017          | 14  | 3   | 4 | 0 | -  | -  | 18  | 3   | 0.17 |
| América de Cali · Colombia | Total club    | Total club    | 14  | 3   | 4 | 0 | 0  | 0  | 18  | 3   | 0.17 |
| Atlante · México | 2.ª           | 2017-18       | 9   | 3   | - | - | -  | -  | 9   | 3   | 0.33 |
| Atlante · México | 2.ª           | 2018-19       | 32  | 13  | - | - | -  | -  | 32  | 13  | 0.41 |
| Atlante · México | Total club    | Total club    | 41  | 16  | 0 | 0 | 0  | 0  | 41  | 16  | 0.39 |
| Guaraní Paraguay | 1.ª           | 2019          | 20  | 8   | - | - | -  | -  | 20  | 8   | 0.4  |
| Guaraní Paraguay | 1.ª           | 2020          | 27  | 10  | - | - | 11 | 3  | 38  | 13  | 0.34 |
| Guaraní Paraguay | 1.ª           | 2021          | 34  | 12  | - | - | 4  | 1  | 38  | 13  | 0.34 |
| Guaraní Paraguay | 1.ª           | 2022          | 42  | 21  | 4 | 3 | 2  | 1  | 48  | 25  | 0.52 |
| Guaraní Paraguay | Total club    | Total club    | 123 | 51  | 4 | 3 | 17 | 5  | 144 | 59  | 0.41 |
| Total Guaraní | Total Guaraní | Total Guaraní | 211 | 113 | 4 | 3 | 28 | 10 | 243 | 126 | 0.52 |
| Total carrera | Total carrera | Total carrera | 254 | 134 | 8 | 3 | 33 | 12 | 295 | 149 | 0.51 |
| (1) Incluye datos de Copa Colombia. (2) Incluye datos de Copa Libertadores y Concacaf Liga de Campeones. (3) No incluye goles en partidos amistosos. |               |               |     |     |   |   |    |    |     |     |      |

### Goles en la Copa Libertadores
| Resultados | Resultados | Resultados | Resultados           | Lugar       | Estadio                       | Fecha                 | Temporada | Gol(es) |
| ---------- | ---------- | ---------- | -------------------- | ----------- | ----------------------------- | --------------------- | --------- | ------- |
| Guaraní    | 2          | 3          | Universidad de Chile | Asunción    | Estadio Defensores del Chaco  | 6 de febrero de 2014  | 2014      | 1 gol   |
| Guaraní    | 2          | 2          | Sporting Cristal     | Asunción    | Estadio Defensores del Chaco  | 18 de febrero de 2015 | 2015      | 1 gol   |
| Guaraní    | 5          | 2          | Deportivo Táchira    | Asunción    | Estadio Defensores del Chaco  | 10 de marzo de 2015   | 2015      | 1 gol   |
| Guaraní    | 1          | 0          | Corinthians          | São Paulo   | Arena Corinthians             | 13 de mayo de 2015    | 2015      | 1 gol   |
| Guaraní    | 1          | 1          | River Plate          | Asunción    | Estadio Defensores del Chaco  | 21 de julio de 2015   | 2015      | 1 gol   |
| Guaraní    | 4          | 0          | San José             | Villa Elisa | Estadio Luis Alfonso Giagni   | 29 de enero de 2020   | 2020      | 1 gol   |
| Guaraní    | 1          | 2          | Corinthians          | São Paulo   | Arena Corinthians             | 12 de febrero de 2020 | 2020      | 1 gol   |
| Guaraní    | 3          | 2          | Bolívar              | La Paz      | Estadio Hernando Siles        | 21 de octubre de 2020 | 2020      | 1 gol   |
| Guaraní    | 4          | 1          | Royal Pari           | Santa Cruz  | Estadio Ramón Aguilera Costas | 24 de febrero de 2021 | 2021      | 1 gol   |
| Guaraní    | 2          | 3          | América Mineiro      | Asunción    | Estadio Defensores del Chaco  | 2 de marzo de 2022    | 2022      | 1 gol   |

Para un total de 10 goles.

### Goles en la Copa Sudamericana
| Resultados    | Resultados | Resultados | Resultados           | Lugar      | Estadio                      | Fecha               | Temporada | Gol(es) |
| ------------- | ---------- | ---------- | -------------------- | ---------- | ---------------------------- | ------------------- | --------- | ------- |
| Cerro Porteño | 1          | 2          | Athletico Paranaense | Curitiba   | Arena da Baixada             | 25 de julio de 2024 | 2024      | 1 gol   |
| Guaraní       | 3          | 3          | Boston River         | Montevideo | Estadio Centenario           | 1 de abril de 2025  | 2025      | 1 gol   |
| Guaraní       | 2          | 0          | Nacional Potosí      | Asunción   | Estadio Defensores del Chaco | 10 de abril de 2025 | 2025      | 1 gol   |

Para un total de 3 goles.

## Palmarés

### Títulos nacionales
| Título               | Club        | País   | Año  |
| -------------------- | ----------- | ------ | ---- |
| Campeón de Campeones | Tigres UANL | México | 2016 |
| Liga MX              | Tigres UANL | México | 2016 |

### Distinciones individuales
| Distinción                                      | Otorgada por                       | Año  |
| ----------------------------------------------- | ---------------------------------- | ---- |
| El mejor en su disciplina deportiva             | Paraguay Eventos y Emprendimientos | 2014 |
| Futbolista Paraguayo del Año                    | Diario ABC Color                   | 2014 |
| Campeón de Goleo del Torneo Clausura (17 goles) | Primera División de Paraguay       | 2014 |
| Campeón de Goleo del Torneo Apertura (11 goles) | Primera División de Paraguay       | 2015 |